# Washington Court House
Washington Court House är administrativ huvudort i Fayette County i delstaten Ohio. Ortnamnet förkortas ofta Washington C.H. Enligt 2010 års folkräkning hade Washington Court House 14 192 invånare.